# Перша відьма
«Перша відьма» (англ. The Wretched) — американський містичний фільм жахів 2019 року, написаний і знятий братами Пірс. У ролях знялися Джон-Пол Говард, Пайпер Курда, Зара Малер, Кевін Біглі та інші. Фільм розповідає про підлітка, який стикається зі злою відьмою, яка видає себе за звичайну сусідку.

## Сюжет
У Бена зараз не найкращий період в житті. Його батьки щойно розлучилися і аби оговтатися від потрясіння він їде на літо у сільську місцевість. Тут, поряд із батьком, він зможе трохи заробити на місцевому причалі. Найближчою подругою для хлопця стає його колега Мелорі. Увагу Бена привертає родина, що живе неподалік. Ще учора вони були милими та привітними. Нині ж подружжя, що виховує маленьких дітей, поводить себе вкрай дивно. Бен здогадується, що виною усьому невідома сутність, що заволоділа сусідами. Разом із Мелорі хлопець хоче розібратися у тому, що почало відбуватися у них на очах.

## У ролях
| Актор                       | Роль           |
| --------------------------- | -------------- |
| Джон-Пол Говард             | Бен Шоу        |
| Пайпер Курда                | Мелорі         |
| Джеймісон Джонс             | Ліам Шоу       |
| Азі Тесфай                  | Сара           |
| Цара Малер                  | Еббі           |
| Кевін Біглі                 | Тай            |
| Габріела Квезада Блумгарден | Джей Джей      |
| Річард Елліс                | Гейдж          |
| Блейн Крокарелл             | Діллон         |
| Джуда Абнер Пол             | Натан Шоу      |
| Джалая Вашингтон            | Лілі           |
| Емі Воллер                  | Нора           |
| Росс Кіддер                 | офіцер Гатрі   |
| Кейсі Белл                  | офіцер Копітар |
| Сідні Мікель                | Меган          |
| Таг Кокер                   | пан Гамбел     |
| Медлін Стункел              | відьма         |